# Gabriele Parlanti
Gabriele Parlanti (Genua, 28 januari 2004) is een Italiaans voetballer die doorgaans speelt als middenvelder. Hij komt uit voor Carrarese Calcio.

## Clubcarrière
Parlanti maakte zijn debuut in het betaald voetbal voor het Italiaanse US Sestri Levante, dat op dat moment uitkwam in de Serie D. Aan het einde van het seizoen 2022/23 promoveerde de club naar de Serie C. US Triestina nam de middelvelder over, maar leende hem meteen weer uit aan Sestri Levante. In de zomer van 2024 werd Parlanti vastgelegd door Feyenoord, dat hem direct uitleende aan FC Dordrecht.

### FC Dordrecht
Parlanti maakte zijn debuut voor de club op 17 september 2024, tegen FC Volendam. Hij mocht in de basis starten, maar werd in de rust gewisseld voor Ben Scholte. Op 13 december gaf hij zijn eerste assist, op Devin Haen, wat het winnende doelpunt was tegen Roda JC (1-0).

## Clubstatistieken
| Seizoen | Club                | Competitie     | Competitie | Competitie | Beker | Beker | Overig | Overig | Totaal | Totaal |
| Seizoen | Club                | Competitie     | Wed.       | Dlp.       | Wed.  | Dlp.  | Wed.   | Dlp.   | Wed.   | Dlp.   |
| ------- | ------------------- | -------------- | ---------- | ---------- | ----- | ----- | ------ | ------ | ------ | ------ |
| 2020/21 | US Sestri Levante   | Serie D        | 1          | 0          | 0     | 0     | 0      | 0      | 1      | 0      |
| 2021/22 | US Sestri Levante   | Serie D        | 11         | 3          | 2     | 0     | 0      | 0      | 13     | 3      |
| 2022/23 | US Sestri Levante   | Serie D        | 38         | 2          | 1     | 0     | 5      | 2      | 44     | 4      |
| 2023/24 | US Sestri Levante   | Serie C        | 18         | 1          | 1     | 0     | 0      | 0      | 19     | 1      |
| 2023/24 | → US Sestri Levante | Serie C        | 18         | 1          | 0     | 0     | 0      | 0      | 18     | 1      |
| 2024/25 | → FC Dordrecht      | Eerste divisie | 29         | 0          | 0     | 0     | 4      | 1      | 33     | 1      |
| Totaal  | Totaal              | Totaal         | 115        | 7          | 4     | 0     | 9      | 3      | 128    | 10     |

Bijgewerkt op 19 juni 2025.